# Romano Molenaar
Romano Molenaar (Pijnacker, 28 januari 1971) is een Nederlands striptekenaar. 

## Biografie
Naast zijn werk voor Khaeon games is Molenaar vooral bekend om zijn werk als striptekenaar voor de stripreeks Storm. Een reeks die voorheen getekend werd door Don Lawrence en bedacht werd door scenarioschrijver Martin Lodewijk. Als striptekenaar was Molenaar ook in de Verenigde Staten actief voor de uitgeverijen Marvel Comics, Chaos en Image Comics. Bij deze firma's werkte hij voornamelijk als freelancer aan series als X-men Unlimited, Lady Death, Purgatory, Witchblade en Tomb Raider.
Als conceptueel artiest werkte hij onder andere mee aan The Chronicles of Spellborn. Hij tekende ook de cover, en de bijhorende stripreeks, van het album The Unforgiving van Within Temptation. Ook voor het Within Temptation-album Hydra uit 2014 leverde hij het artwork.
In november 2014 startte Molenaar als tekenaar van de Belgische spin-offreeks  J.ROM - Force of Gold rond het personage Jerom uit Suske en Wiske. Bruno De Roover nam de scenario's voor zijn rekening. In 2022 en 2023 tekende hij de trilogie Galaxa, een spin-offreeks van De Rode Ridder.

## Storm
In 2006 startte Molenaar als nieuwe tekenaar van Storm. Martin Lodewijk verzorgde wederom het scenario. Het werk aan De Ring Van Vuur nam echter te veel tijd in beslag en de resultaten stemden ook niet tot ieders tevredenheid. Hierop werd illustrator Jorg de Vos bij het team gevoegd, om de inkleuring te verzorgen. Martin Lodewijk schreef een nieuw scenario, De Navel van de Dubbele God, en dit verhaal werd wel uitgegeven. Molenaar leverde hierna nog vijf albums af en in 2014 verschijnt van zijn hand het eerste deel in een spin-off-reeks met Roodhaar in de hoofdrol. Voor het scenario tekende Roy Thomas (Conan de Barbaar, X-Men, De Vergelders).

### Storm, de Kronieken van Pandarve
- 23. De Navel van de Dubbele God (2007) (scenario van Martin Lodewijk)
- 24. De Bronnen van Marduk (2009) (scenario van Martin Lodewijk)
- 25. Het Rode Spoor (2010) (scenario van Martin Lodewijk)
- 26. De muiters van Anker (2011) (scenario van Jorg de Vos)
- 27. De Wisselwachters (2011) (scenario van Jorg de Vos)
- 28. De Race van Opaal (2013) (scenario van Dick Matena))
- 29. Het Koraal van Kesmee (2015) (scenario van Dick Matena))
- 30. De beul van Torkien (2017) (scenario van Rob van Bavel)
- 31. Het gesticht van Krijs (2018) (scenario van Rob van Bavel)
- 32. Het offer van Narvatica (2020) (scenario van Rob van Bavel)
- 33. De archivaris van het licht (2022) (scenario van Rob van Bavel)
- 34. De jagers van Umatopee (2024) (scenario van Rob van Bavel)

### Storm: de Kronieken van Roodhaar
- 1. De legende van Krill (2014) (scenario van Roy Thomas))
- 2. De vijfde Toren (2016) (scenario van Rob van Bavel))
- 3. De ark van Noorach (2016) (scenario van Rob van Bavel))
- 4  Het Zwevende Gewest (2018) (scenario van Rob van Bavel)
- 5  De reuzen van het Gebroken Rif (2019) (scenario van Rob van Bavel)
- 6 Het jaar van de tweeling  (2021) (scenario van Robbert Damen)
- 7 De parasiet van Danakill (2022) (scenario van Robbert Damen)

### J.ROM - Force of Gold
- 1. Schaduw (2014)
- 2. Helder (2015)
- 3. Verblind (2015)
- 4. Bloedmaan (2016)
- 5. Rode sneeuw (2016)

### Galaxa
- 1. Spiegelblind  (2022)
- 2. Scherven in het donker (2022)
- 3. Het spoor van de duivel (2023)
- 4. Tintors terugkeer (2023)
- 5. Vlucht naar het licht (2023)
- 6. Gevangen in waanzin (2024)

### Amerikaanse Comics
Molenaar was betrokken bij de productie van 1 of meerdere verhalen uit de volgende reeksen:
- Legend of the Sage
- The Tenth
- Witchblade
- The Darkness
- Cursed
- The Unforgiving
- Lady Death
- Tomb Raider
- X-men Unlimited
- Detective Comics
- Birds of Prey